# 安德烈·安德烈耶维奇·安德烈耶夫
安德烈·安德烈耶维奇·安德烈耶夫（俄語：Андре́й Андре́евич Андре́ев，1895年10月18日—1971年12月5日），苏联党和国家领导人。曾任苏联工农检查人民委员，农业人民委员，铁路人民委员，苏联最高苏维埃联盟院主席，苏联部长会议副主席等职。

## 生平
- 1895年10月18日（格里历：10月30日）出生于沙俄斯摩棱斯克省瑟切夫斯克县库兹涅佐沃村的农民家庭。
- 1908年-1911年，莫斯科打工，从事酒馆清洁工工作。在莫斯科工人夜校学习，接触马克思主义。
- 1911年-1914年，前往高加索地区工作。
- 1914年-1916年，圣彼得堡兵工厂工作，在Putilov工厂和Skorokhod工厂的保卫处工作。期间，1915年-1916年，布尔什维克圣彼得堡地下革命委员会成员。1914年，加入俄国社会民主工党。曾因为参与革命工作被捕。
- 1917年3月起，俄国社会民主工党彼得格勒市委员会委员，参与彼得格勒四月会议，十月革命和第二次全俄罗斯苏维埃代表大会。
- 1917年12月-1919年，乌拉尔工厂委员会中央委员会主席，Uralsky Rabochy报编辑。
- 1919年，乌克兰苏维埃社会主义共和国金属工人工会中央委员会委员，全俄工会南方局局长，乌克兰苏维埃社会主义共和国冶金和煤炭工业局副局长。
- 1919年-1920年3月，乌拉尔，西伯利亚地区做工会工作。
- 1920年4月-1922年9月，全俄工会中央委员会总书记。
- 1922年10月-1927年，铁路工会中央理事会主席。期间，1924年2月-1925年12月，俄共（布）中央委员会书记。
- 1928年1月-1930年12月，联共（布）北高加索地区区委第一书记。
- 1930年12月-1931年10月，联共（布）中央监察委员会主席，苏联工农检查人民委员，苏联人民委员会副主席。
- 1931年10月-1935年2月，苏联交通人民委员。
- 1935年3月-1937年5月，联共（布）中央工业部部长。
- 1938年12月-1946年3月，苏联最高苏维埃联盟院主席。
- 1939年3月-1952年10月，联共（布）中央监察委员会主席。期间，1939年6月-1941年3月，苏联人民委员会经济委员会委员。1941年3月-1945年9月，苏联人民委员会常务委员会委员。1942年1月-2月，苏联交通人民委员部第一副人民委员。1942年1月-1944年5月，苏联国防委员会铁路运输委员会副主席。1943年8月-1946年4月，苏联农业人民委员，苏联人民委员会常务委员会委员。负责收复地区的经济恢复，战后重建工作。1945年9月-1946年3月，苏联人民委员会常务委员会国防人民委员会

成员，农业和粮食人民委员会，贸易和金融人民委员会成员。
- 1946年3月-1953年3月，苏联部长会议副主席，苏联最高苏维埃主席团成员，苏联集体农场事务委员会主席。
- 1953年-1962年，苏联最高苏维埃主席团成员。
- 1957年-1962年，苏中友友好协会理事会主席。
- 1962年-1971年5月，苏联最高苏维埃主席团顾问。
- 1971年5月12日于莫斯科逝世，享年76岁。葬于莫斯科新圣女公墓。

安德烈耶夫是俄共（布）8-13大，联共（布）14-18大，苏共19-24大代表；第14,15届中央政治局候补委员、第16-18届中央政治局委员；第11-15、17-18届中央组织局成员；第9-20届中央委员；第1-3届苏联最高苏维埃联盟院代表，第4-5届苏联最高苏维埃民族院代表；第1-4届俄罗斯苏维埃联邦社会主义共和国最高苏维埃代表；第2-3届乌克兰苏维埃社会主义共和国最高苏维埃代表。

## 荣誉
- 四次列宁勋章（1945.9，1945.10，1955,1965）
- 十月革命勋章（1970）
- 纪念列宁诞辰100周年奖章
- 保卫莫斯科奖章
- 1941-1945年伟大卫国战争战胜德国奖章
- 1941-1945年伟大卫国战争中忘我劳动奖章
- 1941-1945年伟大卫国战争胜利二十周年奖章
- 莫斯科建城八百周年奖章